# Château de Montmirail (Sarthe)
Pour les articles homonymes, voir Château de Montmirail.
Le château de Montmirail est un monument privé situé dans la commune de Montmirail, dans le département de la Sarthe en région Pays de la Loire.
Dominant le paysage au centre du village de Montmirail, il ne reste aujourd’hui du village médiéval principalement que le château, transformé au fil des siècles. Le château a fait l’objet de plusieurs inscriptions au titre des monuments historiques, soit en 1964, 1995 et 1996.
Le site a accueilli un château plus ancien, sans toutefois pouvoir encore certifier son emplacement exact. Le château actuel semble avoir été érigé en plusieurs phases.

## Historique

### Avant leXIesiècle
Depuis le Ve siècle av. J.-C., la région de l'est de la Sarthe a été habitée par une population de chasseurs-pêcheurs appelée les Tardenoisiens. Le site archéologique de la Croix-Verte présente un important gisement d'objets datant de cette période, étudiés par R. Guyot.
À partir du IIe siècle apr. J.-C., la région est colonisée par les Romains, et une voie romaine reliant La Ferté-Bernard à Brou traverse Montmirail. Il est plausible que le nom latin de Montmirail, Mons Mirabilis, trouve son origine à cette époque, signifiant "Le mont admirable" en français.
Au début du IXe siècle, les invasions normandes ravagent la contrée chartraine, où Montmirail est situé en périphérie. Vers 840, l'évêque de Chartres, Hélie, parvient à les repousser. Certains des chefs militaires qui l'ont soutenu dans cette expédition sont récompensés par des donations de terres. L'abbaye de Saint-Père en bénéficie également, englobant les terres d'Alluyes, Brou, Authon, La Bazoche, et Montmirail. En 884, le nouvel évêque de Chartres, Girard, obtient du roi Charles le Gros le domaine seigneurial des cinq terres précédemment mentionnées. Ces terres sont ultérieurement regroupées en une seule baronnie qui doit rendre hommage à l'évêque de Chartres.

### DuXIesiècleà 1421
La première mention d'un seigneur à Montmirail n'apparaît qu'au XIe siècle. Un certain Guillaume Gouët, seigneur de Montmirail, épouse Mahaut, fille de Gautier d'Alluyes et dame d'Alluyes et de Brou, terres qu'elle apporte en dot. Bien que ce mariage ne soit pas documenté, un acte de donation de 1060 révèle que Mahaut se faisait appeler « Mahildis de monte Mirabili », soit « Mahaut de Montmirail ». La famille Gouët exerce son pouvoir sur ces terres pendant plusieurs décennies. Guillaume II Gouët est mentionné dans le Cartulaire de Saint-Père en tant que propriétaire de Montmirail et de quatre autres terres formant le Perche-Gouët. Guillaume III succède à son père, puis Guillaume IV fera de même. Ce dernier sera l'hôte d'une grande rencontre en 1169 entre le roi de France Louis VII le Jeune et le roi d'Angleterre Henri II Plantagenêt.
Les deux monarques arrivent à Montmirail le 6 février 1169. Les sujets de discussion sont variés, débutant par des questions politiques concernant la Bretagne. Le roi de France reconnaît les conquêtes d'Henri II en Bretagne et refuse de soutenir les révoltés bretons, obtenant ainsi le pardon d'Henri II. Henri II est accompagné de ses quatre fils, Henri, Geoffroy, Richard, et Jean. Le premier prête hommage au roi de France pour l'Anjou et la Normandie, le second pour la Bretagne, et le troisième pour le duché d'Aquitaine. Le lendemain, une rencontre planifiée par le roi de France entre Henri II et Thomas Becket, archevêque de Cantorbéry en conflit avec son roi anglais, a lieu dans un champ proche du château de Montmirail. Bien que visant à réconcilier les deux anciens amis, cette rencontre échoue. Le soir même, Louis VII et Thomas Becket logent au château. Les raisons de cette rencontre d'une telle importance à Montmirail sont doubles. Tout d'abord, la « neutralité » de la région, située entre les deux royaumes, explique pourquoi les deux souverains choisissent fréquemment cette zone pour se rencontrer, comme en juillet 1166 à Nogent-le-Rotrou, capitale du Perche, et en juillet 1168 à La Ferté-Bernard. Ensuite, le lien de confiance entre Guillaume IV Gouët et les deux rois, lié à son mariage avec une nièce de la Reine de France et à sa proximité avec le comte de Blois, beau-frère du roi. Décédé en croisade vers 1170, les terres de Guillaume IV reviennent à son beau-fils, Hervé de Gien, seigneur de Donzy. En raison de complications, il remet le château à Henri II Plantagenêt, se ralliant plus tard au roi de France Philippe II Auguste. Pendant la conquête du Maine par Philippe II, le château est détruit par Richard Cœur de Lion après sa victoire sur le roi de France à la bataille de Fréteval en 1194.

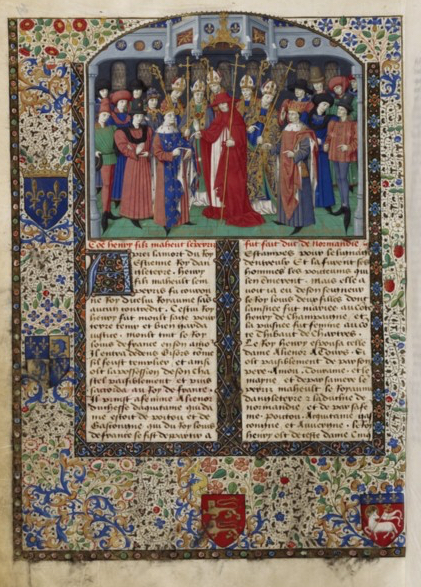
BnF Français 2623 Chronique de Normandie Fol. 89v - Louis VII et Henri II d'Angleterre.

Plusieurs grandes familles se succèdent en tant que propriétaires du château nouvellement reconstruit : la famille de Nevers, de Châtillon, de Bourgogne, de Flandres, de Navarre, et de Bar. L'emplacement, la forme et la fonction de ce château restent incertains.
Pendant la guerre de Cent Ans, le château est assiégé par les troupes françaises en mars 1421 à la suite de la victoire du dauphin Charles VII sur les troupes anglaises du duc de Clarence à Baugé, en Anjou. La prise de Montmirail par le Dauphin est relatée par deux chroniqueurs : Jean Juvénal des Ursins, avocat du roi et archevêque de Reims (1388-1473), et Perceval de Cagny, chroniqueur au service de la maison d'Alençon qui rédige sa chronique en 1436. Le siège de Montmirail est également mentionné dans une lettre de rémission accordée à Jacques de Ventadour par le Dauphin en juillet 1421 à Amboise, qui indique : « Et tantôt après ledit fait, ledit comte monta à cheval et s'en alla au siège que nous faisons alors tenir par nos gens devant Montmirail, à trois lieues dudit lieu de la Ferté. »

### De la fin duXVesiècleà nos jours
Les terres du Perche-Gouët passèrent à Charles IV du Maine, comte d’Anjou, à la suite de son mariage avec Ysabeau de Luxembourg le 9 janvier 1444. C'est ce dernier qui manifeste son désir de reconstruire le château dès 1458 : « Charles, comte du Maine (...), à tous ceux qui les présentes lettres verront (...), fais savoir le désir (...) de remettre sus en état les valeurs de nos terres seigneuries et châtellenies de Nogent-le-Rotrou, Montmirail, Brou, Alluye (...), lesquelles, par la fortune des guerres (...), sont lentement tombées en ruines ». À sa mort, le château passe entre plusieurs mains, notamment celles de Charles V d’Anjou, du roi de France Louis XI, de Jacques III de Luxembourg-Luigny, de la Maison d’Armagnac, puis de nouveau de la famille de Luxembourg jusqu'à la famille de la Gruthuse de Bruges et Marie de Melun. Cette dernière fut d'abord l'épouse de Jean V de Bruges, seigneur de la Gruthuse, en 1505, puis de Jacques II de Chabannes, seigneur de la Palisse, en 1513. Elle résidera partiellement au château de Montmirail. Le vitrail situé à droite dans le chœur de l'église du village, représentant le mariage entre Marie de Melun et Jean V de Bruges, témoigne de l'importance accordée à ces lieux. Une déclaration de 1540 indique qu'elle est toujours en vie et propriétaire de Montmirail, Authon, et la Bazoche. C’est à cette période que l'on doit la fin des travaux du château et la configuration que nous connaissons aujourd'hui.

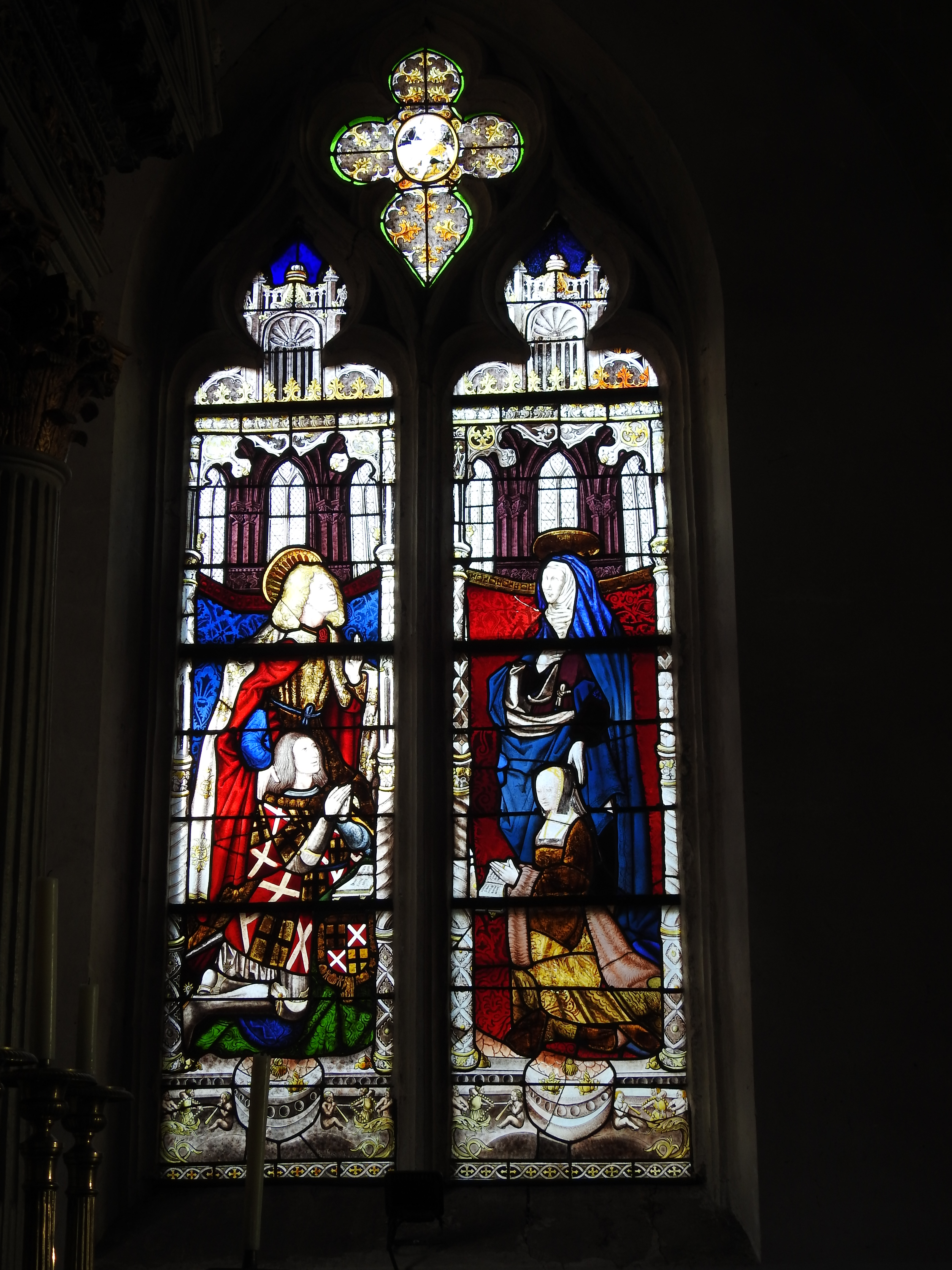
Vitrail des commanditaires Jean V de Bruges et Marie de Melun dans le chœur de l'église de Montmirail

Le château fait ensuite l'objet de plusieurs transactions avant d'être finalement acquis par Louis-Armand de Bourbon, prince de Conti. À sa mort en 1685, le château ainsi que trois baronnies sont hérités par sa femme, Marie-Anne de Bourbon, fille de Louis XIV et de Mademoiselle de La Vallière, également connue sous le nom de Mademoiselle de Blois ou Princesse de Conti. Elle vend les terres en 1719 à Michel Havet de Neuilly, président du Parlement de Paris. C'est surtout à Michel Havet que l'on attribue les différentes transformations des intérieurs du château. Son fils, Michel Havet, Marquis de Neuilly et écuyer du roi, lui succède. Il meurt sans enfants, laissant le château à sa nièce Madeleine le Boucher et son mari Michel de Guillebon en 1757. Le château est ensuite transmis à Jean Guillebon, fils du précédent. Un monument est érigé dans le chœur de l'église de Montmirail en l'honneur de la femme de ce dernier, saluant « tous les avantages que le monde admire ». Leur fille, Monique Guillebon, et son mari Nicolas Le Pesant de Boisguilbert vendent le château de Montmirail à un certain Mangin le 9 juin 1781, mais en raison d'un défaut de paiement, le château revient à M. et Mme Le Pesant de Boisguilbert en mai 1789. Leur fils Pierre leur succède et transmet le château à son propre fils, Marcel de Boisguilbert, en 1828. La fille de Marcel de Boisguilbert, Noémie Le Pesant de Boisguilbert, épouse Henri de Fayet en 1854, faisant ainsi passer le château entre les mains de la famille de Fayet. Maxime de Fayet succède à son père en 1895, marié à Marie Pineau de Viennay. Leur fils Alain, marquis de Fayet, hérite du château en 1923 et épouse Magdeleine de Nouë. C'est leur fils, le comte Pierre de Fayet, qui devient propriétaire de Montmirail. Sa fille, Catherine de Buffevent, en est la propriétaire jusqu'en 2015.

## Architecture

### Extérieur

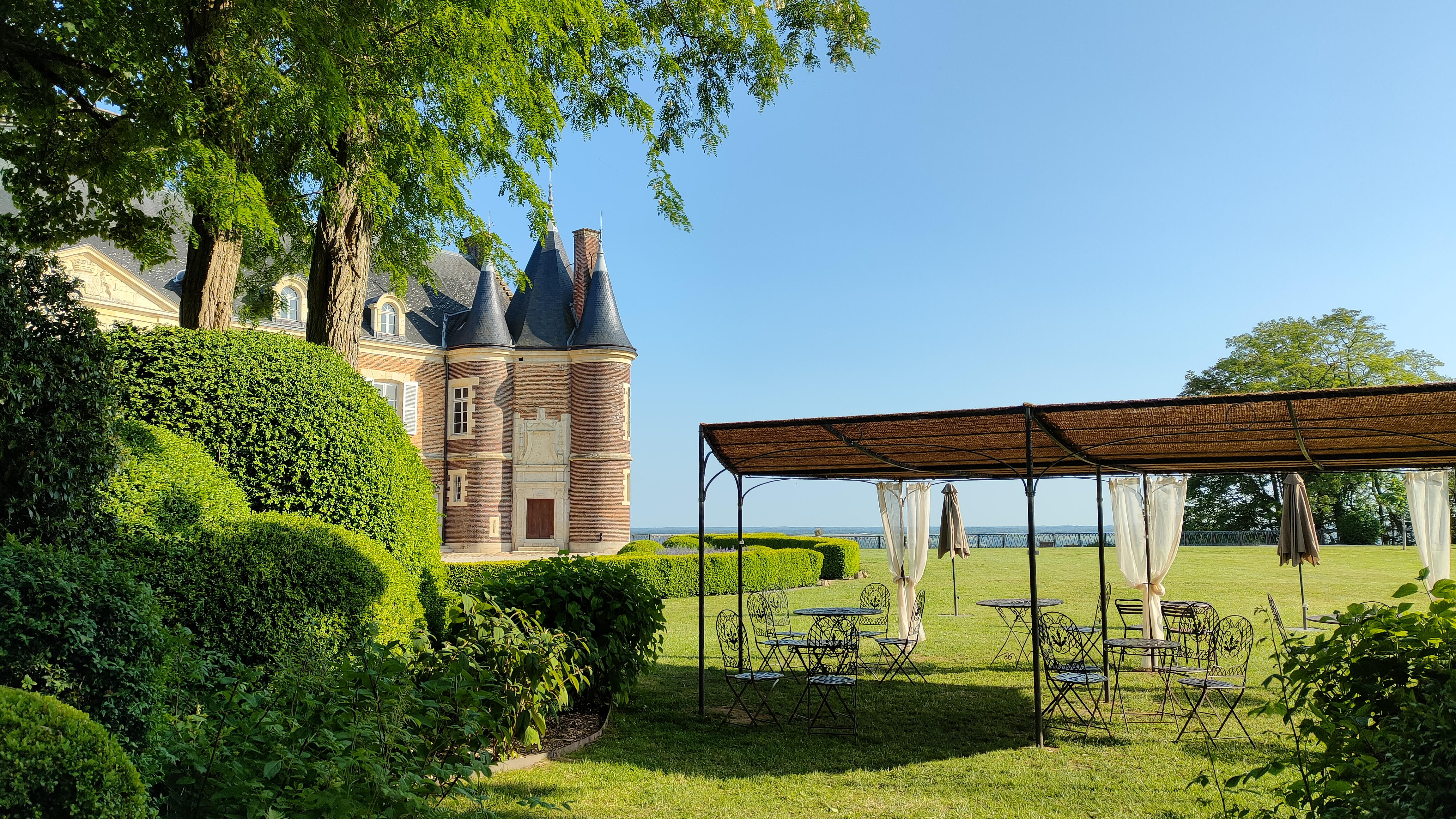
Château et jardin de Montmirail.

Le château constitue un remarquable exemple d'architecture hétéroclite, se déclinant en deux facettes distinctes. La première, à l'allure médiévale et austère, prédomine du côté du village. La seconde, plus ouverte et aérée, se déploie en direction du jardin sur l'esplanade. Cette disparité est soulignée par une variation de matériaux, avec une façade en pierre du côté du village et une façade en brique ornée de motifs quadrillés du côté du jardin. Il semble que ces différences soient le résultat de plusieurs phases de construction à des époques variées. On peut identifier au moins deux étapes distinctes dans l'évolution du château. La première concerne les parties inférieures du château, telles que le soubassement, les souterrains et les salles d'armes, que l'on peut associer à la fin du XVe siècle. La seconde phase concerne le reste du château, datant plutôt du premier quart du XVIe siècle, comme le suggère la façade en brique, les charpentes et l'encadrement de la porte, caractéristiques de la première Renaissance française (1515-1525). Du XIXe siècle datent les deux tours qui encadrent la porte Renaissance, ainsi que le couronnement de la tour polygonale et les garde-corps des terrasses, formant des oculi quadrilobés, éléments que l'on retrouve généralement dans les églises.

### Intérieur
Les intérieurs du château ont subi des modifications substantielles à diverses époques. Néanmoins, deux tendances principales se dégagent. La première concerne les parties souterraines, qui conservent une influence médiévale, tandis que la seconde est davantage associée au XVIIIe siècle. Cependant, plusieurs éléments disséminés semblent être des modifications mineures des XIXe, XXe et XXIe siècles.

## Le château des Visiteurs? Absolument pas!
Plusieurs châteaux portent le nom de Montmirail en France, notamment celui mentionné précédemment dans la Sarthe et un autre dans la Marne, en région Grand Est. Par ailleurs, divers lieux-dits partagent également ce nom en France, comme celui situé dans l'Allier en région Auvergne-Rhône-Alpes, à la commune d'Ainay-le-Château, ou encore au village de Crots dans les Hautes-Alpes en région Provence-Alpes-Côte d'Azur, où l'on trouve une église et une route portant le même nom. Les Dentelles de Montmirail, dans le département de Vaucluse, région Provence-Alpes-Côte d’Azur, sont une chaîne de montagne abritant plusieurs châteaux dont un du même nom.
Le film Les Visiteurs réalisé par Jean-Marie Poiré en 1993 n'inclut aucune scène se déroulant dans ces localités. Le nom semble plutôt inspiré du Montmirail de la Sarthe, comme en témoigne le nom de l'antagoniste de Godefroy de Montmirail (personnage fictif), le Duc Gontran de Luigny, surnommé « Le Buté » (personnage fictif). En effet, Luigny est une commune unique en France, située à seulement 26 km du château.
Le tournage des scènes médiévales du film a eu lieu à la cité de Carcassonne, dans l'Aude, en région Occitanie. Le château de Montbrun a également été utilisé à cet effet. Quant aux scènes contemporaines, le château d'Ermenonville a été choisi comme décor, aussi bien pour les prises de vues intérieures qu'extérieures.

## Protection
Le château a fait l'objet de plusieurs inscriptions au titre des monuments historiques:
- depuis le 15 juin 1964 pour les façades et les toitures ainsi que deux pièces du XVIIIe siècle ornées de boiseries ;
- depuis le 8 novembre 1995 pour l'ensemble du bâtiment ainsi que le parc et le jardin ;
- depuis le 15 mai 1996 pour des bâtiments annexes (logement du jardinier, métairie).

Fiche Mérimée : PA00109885
Le château et ses abords sont ouverts à la visite.